# Skladiště 13
Skladiště 13 (v anglickém originále Warehouse 13) je americký sci-fi televizní seriál, jehož autory jsou Brent Mote a Jane Espenson. Premiérově byl vysílán v letech 2009–2014 na stanici Syfy. Celkově bylo natočeno 65 dílů v pěti řadách.
Seriál Skladiště 13 je součástí společného fikčního světa, který stanice Syfy vytvořila pomocí několika crossoverů. V pořadu se objevily postavy ze sesterského seriálu Heuréka – město divů, naopak v Heuréce hostovaly postavy ze Skladiště 13. Jedna postava ze Skladiště se představila i v seriálu Výjimeční.

## Příběh
Agenti Tajné služby Myka Beringová a Pete Lattimer jsou přeloženi do tajného zařízení, zvaného Skladiště 13 (v originále Warehouse 13), které se nachází kdesi v pustině Jižní Dakoty. V tomto objektu jsou skladovány různé nadpřirozené předměty a artefakty sesbírané během několika staletí. Novým úkolem agentů je hledat chybějící artefakty a monitorovat zprávy o nadpřirozených a paranormálních aktivitách, které by mohly signalizovat přítomnost takových předmětů.

## Obsazení
- Eddie McClintock jako agent Pete Lattimer
- Joanne Kelly jako agentka Myka Beringová
- Saul Rubinek jako zvláštní agent Artie Nielsen
- Genelle Williams jako Leena (1.–4. řada, jako host v 5. řadě)
- Simon Reynolds jako Daniel Dickinson (1. řada, jako host ve 2. řadě)
- Allison Scagliotti jako Claudia Donovanová (2.–5. řada, jako host v 1. řadě)
- Aaron Ashmore jako agent Steve Jinks (4.–5. řada, jako host ve 3. řadě)

## Vysílání
| Řada | Díly | Premiéra v USA    | Premiéra v USA   | Premiéra v ČR     | Premiéra v ČR    |
| Řada | Díly | První díl         | Poslední díl     | První díl         | Poslední díl     |
| ---- | ---- | ----------------- | ---------------- | ----------------- | ---------------- |
| 1    | 13   | 7. července 2009  | 22. září 2009    | 14. dubna 2012    | 26. května 2012  |
| 2    | 13   | 6. července 2010  | 7. prosince 2010 | 27. května 2012   | 8. července 2012 |
| 3    | 13   | 11. července 2011 | 6. prosince 2011 | 8. září 2013      | 1. prosince 2013 |
| 4    | 20   | 23. července 2012 | 8. července 2013 | 8. prosince 2013  | 22. února 2014   |
| 5    | 6    | 14. dubna 2014    | 19. května 2014  | 20. prosince 2015 | 9. ledna 2016    |